# Windows Medienwiedergabe
Windows Medienwiedergabe (während der Insiderphase für Windows 11 Media Player, bis 2022 Groove Music, früher Xbox Music, davor Zune, englisch Windows Media Player) ist der in Windows 10 und 11 integrierte Mediaplayer. Außerdem war er ein Musikstreamingdienst, der von Microsoft für Windows, die Xbox 360 und Xbox One, sowie als App für iOS und Android bereitgestellt wurde. Der Zugriff war bis zum 1. Dezember 2014 kostenfrei möglich und wurde über Werbung finanziert, die gegen Gebühr abgeschaltet werden konnte. Ab dem 1. Dezember 2014 war das Streaming von Musik generell kostenpflichtig. Neben dem Streaming war das lokale Abspeichern von Musik möglich. Der Streamingdienst Groove Music wurde zum 1. Januar 2018 abgeschaltet.

## Entwicklung
Im Jahr 2006 startete Microsoft im Zuge der Vorstellung des Zune-MP3-Players einen Marktplatz, auf dem Musik gekauft und heruntergeladen werden konnte. Das Preismodell orientierte sich dabei am iTunes-Store von Apple, der bis dahin Marktführer beim digitalen Handel mit Musik war. Der Zune Store wurde später in das Betriebssystem der Spielekonsole Xbox 360 integriert. Seit November 2008 konnten Inhaber eines Zune-Passes monatlich zehn Stücke kostenlos beziehen, womit Microsoft den aufkommenden Streaming-Diensten begegnen wollte.
Nach der Einstellung des Zune und kurz vor dem Verkauf der ersten Computer mit Windows 8 beziehungsweise Windows RT startete Microsoft Xbox Music, der als direkter Nachfolger den Zune-Store vollständig ersetzte. Im Vergleich zum Vorläufer zeichnete er sich vor allem dadurch aus, dass Xbox Music das Streaming von Musik erlaubte und dennoch den dauerhaften Erwerb eines Stücks ermöglichte. Insgesamt standen mehr als 38 Millionen Titel auf der Plattform zur Verfügung, womit Microsoft das größte Repertoire unter den Streaming-Diensten anbot. Ab dem 1. Dezember 2014 war das kostenfreie Streaming-Angebot bei Xbox Music nicht mehr verfügbar. Kunden stand dagegen ein kostenloser Probemonat für den Xbox Music Pass zur Verfügung.
Vor dem bevorstehenden Release von Windows 10 gab Microsoft am 7. Juli 2015 bekannt, dass Xbox Music in Groove Music umbenannt werden würde, um den Dienst zukünftig von der Xbox-Marke besser abgrenzen zu können.
Am 2. Oktober 2017 gab Microsoft bekannt, dass sämtliche Musik-Online-Dienste wie der in den Microsoft Store integrierte Onlineshop sowie der Groove-Music-Pass-Streamingservice zum 31. Dezember 2017 eingestellt werden würden. Über Groove käuflich erworbene Musik musste daher bis zum Ende des Jahres 2017 heruntergeladen werden. Seither ist ein Download nicht mehr möglich. Music-Pass-Abonnenten, die ein Abonnement über den 31. Dezember 2017 hinaus abgeschlossen haben, erhielten die Gebühren anteilig erstattet. Es sind lediglich das Streaming der persönlichen Musiksammlung von OneDrive und das Abspielen lokaler Medien als Funktionalität in der App erhalten geblieben. Für Abonnenten des Music Pass bietet Microsoft an, die Daten wie Playlists und gespeicherte Favoriten nach Spotify zu übertragen.

## Verfügbarkeit
Ältere Betriebssysteme, insbesondere Windows 7 wurden von Xbox Music beziehungsweise Groove Music nicht mehr unterstützt, stattdessen sollte laut Microsoft weiter der bisherige Streaming-Dienst Zune benutzt werden. Dagegen wurde Groove Music auf iOS und Android portiert; die dafür notwendigen Groove Music Apps erschienen später in den jeweiligen Stores (Android und IOS App eingestellt). Im Juli 2013 wurde die barrierebedingte Nutzbarkeit auf bestimmten Systemen aufgehoben, durch die Nutzung über gängige Web-Browser konnte auf Groove Music zugegriffen werden.